# Haptonastia

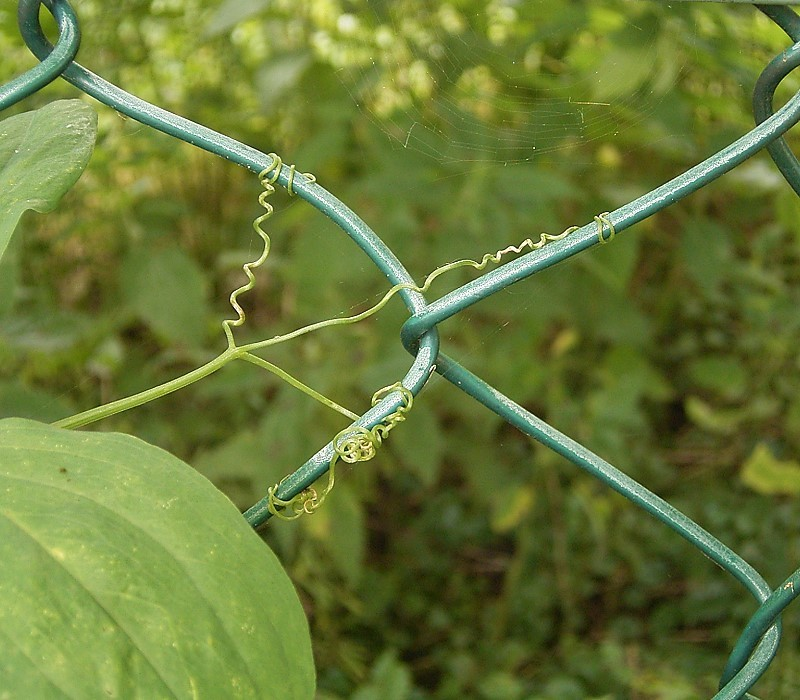
Zarcillos de guisante de olor (Lathyrus odoratus) abrazando una valla.

Haptonastia son los fenómenos que se relacionan con los movimientos de orientación que realizan diversos órganos vegetales al ser estimulados por el contacto en una determinada zona. El mejor ejemplo lo ofrecen los zarcillos que al ser excitados por contacto en uno de sus lados se produce un desarrollo mucho más notorio y rápido en el flanco opuesto, como consecuencia se produce una curvatura del zarcillo sobre el objeto tocado que, de esta forma, resulta abrazado.
No se debe confundir con sismonastia de la que se diferencia en la fisiología de la respuesta al estímulo. Si en la haptonastia se produce un crecimiento de una parte del órgano excitado, en la sismonastia el movimiento de los órganos vegetales se realiza por cambios en la turgencia, siendo éstos mucho más rápidos que aquellos, como en el caso de algunas droseras que envuelven a su presa en décimas de segundo.

## Etimología
En un principio se acuñó la palabra epinastia (del griego επι [epi], sobre, encima y ναστως [nastos], embutido, relleno, grueso) que hacía referencia al crecimiento excéntrico de las ramas de los árboles con su eje orgánico por debajo del geométrico, es decir, ramas engrosadas desde el núcleo hacia arriba. En contraposición se encuentra hiponastia, engrosado desde núcleo hacia abajo. Posteriormente, se aplicaron estos términos al crecimiento longitudinal inequilátero de cualquier órgano. Así, existe epinastia cuando una rama u otro órgano vegetal de crecimiento longitudinal, se desarrolla más por la parte superior encorvándose hacia la inferior. Teniendo este término como base, se añadió hapto (del griego απτω [apto], asir, fijar, tocar) que es un prefijo empleado en botánica con el sentido de agarrarse o agarrar algo, tocar, de forma que haptonastia es el crecimiento asimétrico de un órgano longitudinal para rodear algo. Relacionado con este término aparece haptotropismo que tiene un significado más amplio que haptonastia ya que el crecimiento unilateral puede ser en cualquiera de los dos flancos, el estimulado o el opuesto, o en los dos, para agarrar o para evitar al objeto estimulante.